# Catopsilia scylla
Catopsilia scylla é uma espécie de borboleta que vive no sudeste da Ásia e Australásia. Suas larvas alimentam-se predominantemente de plantas dos géneros Cassia e Senna.

## Plantas hospedeiras
Na Austrália, C. scylla tem sido registado em várias espécies de Senna, incluindo S. didymobotrya, S. leptoclada e S. surattensis. Em Singapura, o anfitrião de plantas incluem Senna obtusifolia, Cássia fístula, e, especialmente, Senna pallida.